# 紅尾鸚鯛
紅尾鸚鯛（學名：Sparisoma chrysopterum）為輻鰭魚綱鱸形目隆頭魚亞目鸚哥魚科的其中一種，分布於西大西洋區，從美國佛羅里達州至巴西海域，棲息深度1-15公尺，體長可達45分，棲息在珊瑚礁及海草床，以藻類為食，可做為食用魚及觀賞魚。